# Adontosternarchus balaenops
Adontosternarchus balaenops är en fiskart som först beskrevs av Cope, 1878.  Adontosternarchus balaenops ingår i släktet Adontosternarchus och familjen Apteronotidae. Inga underarter finns listade i Catalogue of Life.